# Rems-Murr-Kreis
Rems-Murr-Kreis är ett distrikt i Baden-Württemberg, Tyskland.

## Administrativ kommunindelning
| Städer                                                                                                 | Kommunalförbund                                                                       | Kommuner | |
| --- | ------------------------------------------------------------------------------------- | --- | --- |
| 1. Backnang 2. Fellbach 3. Murrhardt 4. Schorndorf 5. Waiblingen 6. Weinstadt 7. Welzheim 8. Winnenden | 1. Backnang 2. Plüderhausen-Urbach 3. Schorndorf 4. Sulzbach 5. Welzheim 6. Winnenden | 1. Alfdorf 2. Allmersbach im Tal 3. Althütte 4. Aspach 5. Auenwald 6. Berglen 7. Burgstetten 8. Grosserlach 9. Kaisersbach 10. Kernen im Remstal 11. Kirchberg an der Murr 12. Korb | 1. Leutenbach 2. Oppenweiler 3. Plüderhausen 4. Remshalden 5. Rudersberg 6. Schwaikheim 7. Spiegelberg 8. Sulzbach an der Murr 9. Urbach 10. Weissach im Tal 11. Winterbach |

## Infrastruktur
Motorvägen A81 passerar strax väster om distriktet.
1. 1 2  härlett från: Statistisches Landesamt Baden-Württemberg.[källa från Wikidata]
2. ↑  hämtat från: tyskspråkiga Wikipedia.[källa från Wikidata]